# Alopecosa obsoleta
Alopecosa obsoleta är en spindelart som först beskrevs av Carl Ludwig Koch 1847.  Alopecosa obsoleta ingår i släktet Alopecosa och familjen vargspindlar.
Artens utbredningsområde är Turkmenistan. Inga underarter finns listade i Catalogue of Life.